# Dark Days
Albums de Coal Chamber
Chamber Music
Dark Days est le troisième album du groupe Coal Chamber sorti en 2002.

## Liste des pistes
| No  | Titre             | Durée |
| --- | ----------------- | ----- |
| 1.  | Fiend             | 3:02  |
| 2.  | Glow              | 3:13  |
| 3.  | Watershed         | 2:35  |
| 4.  | Something Told Me | 3:24  |
| 5.  | Dark Days         | 3:40  |
| 6.  | Alienate Me       | 3:20  |
| 7.  | One Step          | 2:40  |
| 8.  | Friend            | 3:36  |
| 9.  | Rowboat           | 4:50  |
| 10. | Drove             | 3:12  |
| 11. | Empty Jar         | 3:53  |
| 12. | Beckoned          | 4:03  |